# Ogerta Manastirliu
Ogerta Manastirliu (* 31. Dezember 1978 in Tirana) ist eine albanische Politikerin. Sie gehört der Sozialistischen Partei an und ist seit 2023 Bildungsministerin.
Manastirliu, 1978 in Tirana geboren, studierte Chemie an der Universität Tirana. Sie hat einen Doktor für eine Arbeit im Gebiet Analytische Chemie und Umwelt. Ab 2009 war sie an der Universität als Lehrbeauftragte engagiert.
2004 begann sie bei der Bashkia Tirana in der Abteilung für Projektkoordination zu arbeiten. Von 2005 bis 2011 leitete sie die Abteilung für Wohnungswesen und soziale Dienste. In dieser Funktion war sie maßgeblich beteiligt an der Ausarbeitung und Umsetzung der lokalen Strategie fürs Wohnungswesen. Von 2011 bis 2013 arbeitete sie für verschiedene nationale und internationale Organisationen wie die Friedrich-Ebert-Stiftung und UNFPA als Expertin und Koordinatorin in den Bereichen Personalwesen und Sozialpolitik. Von 2013 bis 2017 war sie als Direktorin der Universitätsklinik „Mutter Teresa“ tätig.
Bei den Wahlen im Sommer 2017 wurde sie zum ersten Mal ins albanische Parlament gewählt. Im September 2017 wurde sie als Ministerin für Gesundheit und Soziale Wohlfahrt ins Kabinett Rama II berufen. Mit der COVID-19-Pandemie rückte ihr Ministerium 2020 in den Fokus. Kurz zuvor, Ende November 2019, hatte ein starkes Erdbeben Albanien erschüttert. Manastirliu blieb auch nach den Wahlen 2021 im neuen Kabinett Rama III Gesundheitsministerin.
Im September 2023 wurde sie aus dem Ministerium für Gesundheit und Soziale Wohlfahrt ins Ministerium für Bildung und Sport versetzt, nachdem einer ihrer stellvertretenden Minister verhaftet und gegen einen früheren Gesundheitsminister Korruptionsvorwürfe erhoben worden waren. Manastirliu ersetzte Evis Kushi als Bildungsministerin. Das Gesundheitsministerium wurde von Albana Koçiu übernommen.
2018 wurde Manastirliu zusammen mit vielen anderen Politikern mit Plagiatsvorwürfen konfrontiert. Die Beschuldigungen wurden von ihr bestritten und blieben ohne Folgen.
Manastirliu ist mit Ermal Gjinaj verheiratet und Mutter von zwei Kindern. Sie spricht Englisch und Italienisch.